# Fermentation de la bière
La fermentation est une des étapes de la fabrication de la bière. Cette étape consiste à ensemencer le moût avec une certaine quantité de levures (on parle alors de « levain ») afin que ces levures transforment les sucres présents en alcool et en CO2. Il existe quatre types de fermentation : basse, haute, spontanée et mixte.

## Réaction chimique
La fermentation est une réaction biochimique consistant à libérer de l'énergie à partir de sucre (du glucose C6H12O6 la plupart du temps). La fermentation ne nécessite pas de dioxygène (Pasteur : « La fermentation, c'est la vie sans l'air. »), elle peut donc avoir lieu en milieu anaérobie. Son faible rendement énergétique la distingue de la respiration cellulaire qui, elle, nécessite, de l'oxygène (milieu aérobie).
Pour fermenter le moût, il est nécessaire de l'ensemencer avec des levures qui vont se charger de transformer le glucose (entre autres) en alcool (C2H5OH) et en dioxyde de carbone.
Dans le cas de la fabrication de la bière, la fermentation est dite éthylique (ou alcoolique) car la réaction dégage de l'éthanol :
La réaction est facilement observable dans une simple solution d'eau et de sucre ensemencé par de la levure de bière (fraîche ou sèche). Selon la température, en quelques heures à quelques jours, on obtient une sorte de "bière" (au sens large de boisson alcoolisée obtenue par fermentation de matières glucidiques végétales et d'eau). Bien que n'ayant rien à voir avec une bière standard, le résultat peut faire penser aux bières blanches par son aspect et son goût.

## Fermentation basse
La fermentation basse nécessite l'adjonction dans le moût de levures dont l'activité est optimale à des températures basses (9–22 °C, idéalement 10–15 °C).
Les bières obtenues par fermentation basse ont un goût de houblon et de malt. Elles sont en moyenne moins fruitées et moins alcoolisées que les bières de fermentation haute, mais plus chargées en dioxyde de carbone. Elles se consomment fraîches, généralement entre 4 et 7 degrés Celsius.
La levure la plus fréquemment employée est Saccharomyces pastorianus (anciennement Saccharomyces carlsbergensis).
La fraîcheur requise par le procédé a l'avantage de protéger la bière contre les bactéries et les champignons. Les bières obtenues par fermentation basse ont une durée de conservation supérieure à celles obtenues par fermentation haute. En revanche, les levures basses produisent moins d'alcool que les hautes, car leur « travail » est freiné par l'alcool qu'elles produisent.
La technique de fermentation basse semble être mentionnée pour la première fois dans les minutes du conseil de la ville de Munich, en 1420. Cantonné à la Bavière depuis le XVe siècle, ce mode de fermentation s'est répandu au XIXe siècle avec la pils, l'invention du réfrigérateur permettant d'y recourir tout au long de l'année.
La fermentation basse est suivie d'une phase de stockage qui durait quelques mois, aujourd'hui quelques semaines. Cela vaut aux bières de fermentation basse le nom usuel de Lager (de l'allemand lagern, signifiant « stocker »).

## Fermentation haute

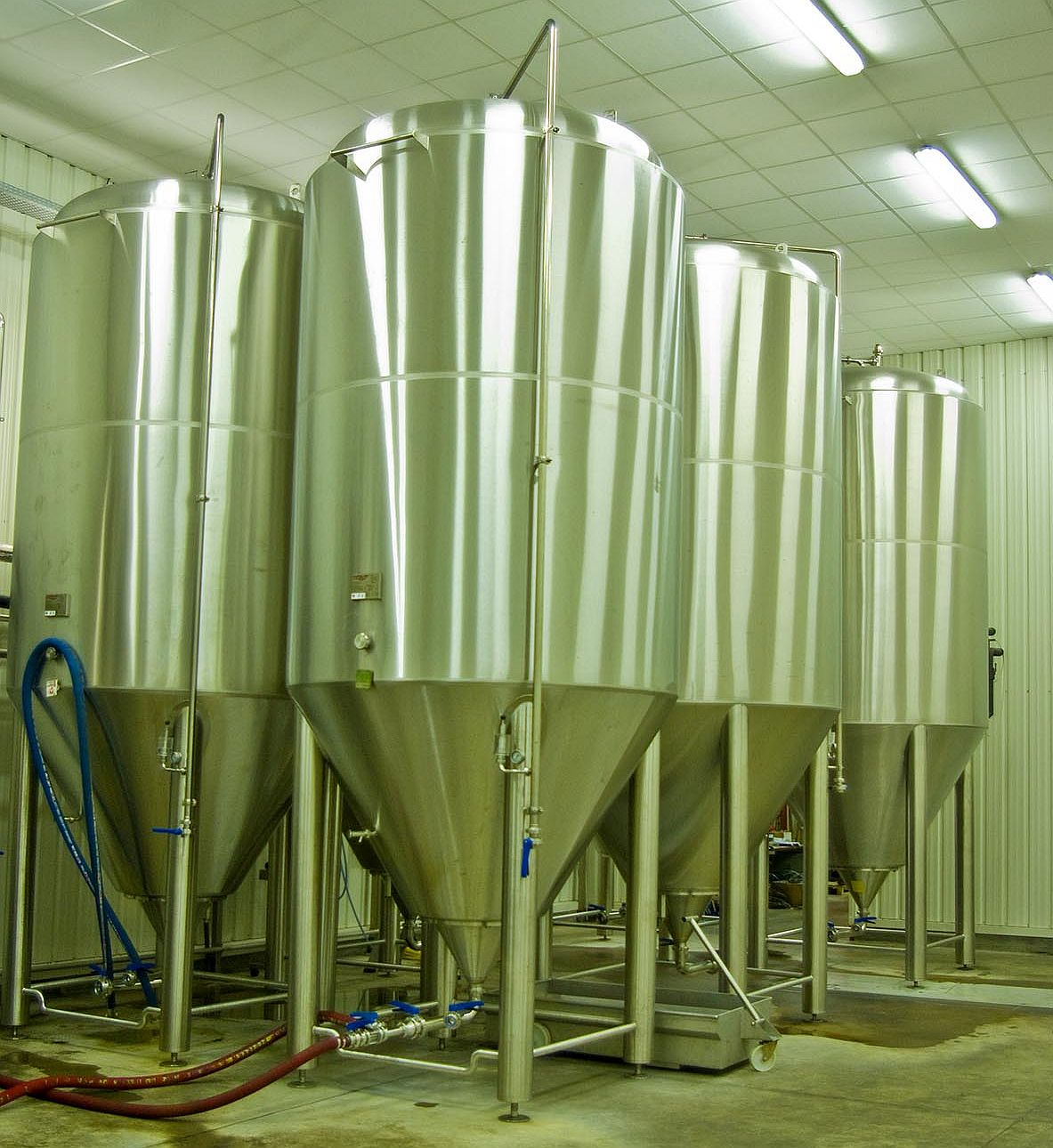
Un exemple de cuves de fermentation dans une brasserie artisanale.

La fermentation haute nécessite l'adjonction dans le moût de levures dont l'activité est optimale à des températures hautes (15-24 °C, idéalement 18-21 °C).
La levure « haute » couramment utilisée est Saccharomyces cerevisiae. La fermentation a lieu durant 3 à 8 jours à une température de 15 à 25 degrés Celsius.
Elle était la méthode de brassage la plus répandue avant que ne fût inventé le réfrigérateur, mais la température élevée ne protège pas la bière des bactéries et champignons. La bière ainsi produite se conserve moins longtemps que celle de fermentation basse.
La fermentation haute permet d'obtenir de hautes teneurs en alcool (la levure haute n'est pas « ralentie » en présence d'alcool), ainsi que des arômes complexes. Les bières ainsi produites sont généralement moins chargées en dioxyde de carbone que les bières de fermentation basse. Elles se consomment à plus haute température que ces dernières, généralement entre 6 et 12 degrés Celsius.
Une bière obtenue par fermentation haute est couramment appelée Ale, notamment au Royaume-Uni.

## Fermentation spontanée
Contrairement aux fermentations haute et basse, la fermentation spontanée ne nécessite pas d'ajout de levure dans le moût ; exposé à l'air libre, il est ensemencé par des levures sauvages.
C'était le mode de production de la bière avant la culture de la levure, maîtrisée au cours du Moyen Âge. Aujourd'hui il n'est guère plus utilisé que pour les bières belges de type lambic et donne un goût acide dû aux acides lactique et acétique. Cette technique est endémique de la vallée de la Senne et du Pajottenland, où l'on trouve à l'état naturel les levures Dekkera bruxellensis (ou lambicus). Les bières produites grâce à cette technique portent l'appellation de lambic.
Parmi les producteurs de lambics, onze entreprises se sont regroupées au sein du Haut conseil pour lambiques artisanales.
Voir le tableau reprenant la liste complète des brasseries produisant des lambics et des gueuzeries.

## Fermentation mixte
La fermentation mixte combine une fermentation par des levures classiques de brasseries (Saccharomyces pastorianus et Saccharomyces cerevisiae) et une fermentation par des organismes divers, souvent qualifiés de "sauvages" (Brettanomyces, Lactobacillus, Pediococcus…).
Les différents microorganismes peuvent être ensemencés simultanément ou de manière différée selon les résultats escomptés. Il en résulte une grande variété de dynamiques de fermentation, mais on peut souvent mettre en évidence deux phases :
1. Tout d'abord, les levures sélectionnées du genre Saccharomyces transforment l'essentiel du sucre en alcool grâce à une fermentation alcoolique simple. Cette phase peut s'apparenter à une fermentation primaire.
2. Ensuite, les organismes "sauvages", ensemencés volontairement ou en provenance de l'environnement (air, fûts en bois…), entament un long processus de transformation biochimique faisant entre autres, significativement baisser le pH.

La bière finie présente une acidité marquée, mais la fermentation mixte permet d'avoir un résultat plus modéré que chez les lambics. Les styles les plus connus sont les vieilles brunes et les rouges des Flandres, mais un grand nombre de brasseries utilisent ce type de fermentation pour produire des bières diverses. On peut également avoir un taux de sucre résiduel légèrement supérieur.

## Récapitulatif
| Fermentation | Levure(s)                                                                    | Température de fermentation (°C) | Appellation(s)                                         |
| ------------ | ---------------------------------------------------------------------------- | -------------------------------- | ------------------------------------------------------ |
| basse        | Saccharomyces uvarum, Saccharomyces pastorianus                              | 4-12                             | lager, pils, Schwarzbier, Dunkles, Export Bier, Helles |
| haute        | Saccharomyces cerevisiae                                                     | 15-25                            | ale, stout, weizen, etc.                               |
| spontanée    | Brettanomyces bruxellensis, Brettanomyces lambicus                           | NC                               | lambic, gueuze, faro, kriek                            |
| mixte        | Brettanomyces bruxellensis, Brettanomyces lambicus, Saccharomyces cerevisiae | NC                               | bière rouge                                            |

## Types de bière (par fermentation)
| - Fermentation haute : - Ales - Bitter ale - Pale ale - Mild ale - Red ale - Brown ale - bières de Rhénanie - Altbier - Bönnsch - Kölsch - Stout - Weizen - Bock dans certains cas - Doppelbock dans certains cas - Berliner Weisse - Gose | - Fermentation basse : - Lager - Bock, dans certains cas - Doppelbock, dans certains cas - Dunkles - Helles - Pils (appelée aussi Pilsener, Pilsen ou Pilsner) - Schwarzbier - Fermentation spontanée : - Lambic - Gueuze - Faro - Kriek (lambic à la cerise) - Autres lambics fruités (framboise, pêche, etc.) | - Fermentation mixte : - Bière rouge du sud de la Flandre - Oud Bruin ("Vieille brune") de la Flandre |